# Muhammad al-Megarif
Muhammad Jusef al-Megarif, arabsky: محمد يوسف المقريف‎ (* 1940) je libyjský politik, od roku 2012 do 28. května 2013 předseda libyjského parlamentu (Generálního národního kongresu). V této funkci, v době, kdy nebyl zvolen předseda vlády ani prezident, byl de facto hlavou pokadáfíovské Libye.
Vystudoval ekonomii na Univerzitě v Benghází. V letech 1978–1980 byl velvyslancem Libye v Indii. Od roku 1981 byl oponentem libyjského vůdce Muammara Kaddáfího a předsedou hlavní opoziční skupiny nazývané Národní fronta pro záchranu Libye. Působil v exilu v USA. V této době přežil tři pokusy o atentát, sám se naopak pokusil násilně svrhnout Kaddáfího pučem roku 1984, ovšem neúspěšně. Během Libyjské občanské války udělal velkou kampaň pro mezinárodní uznání libyjských povstalců. Po Kaddáfího pádu založil politickou stranu Strana národní fronty. Je považován za umírněného islámského (sunnitského) politika, má však dobré vztahy i s kontroverzními muslimskými organizacemi, například Muslimským bratrstvem.